# Пурискаль (кантон)
Пурискаль (исп. Puriscal) — кантон в провинции Сан-Хосе Коста-Рики.

## География
Находится на западе провинции. Граничит на юге с провинцией Пунтаренас. Административный центр — Сантьяго.

## Округа
Кантон разделён на 9 округов:
1. Сантьяго
2. Мерседес-Сур
3. Барбакоас
4. Грифо-Альто
5. Сан-Рафаэль
6. Канделарита
7. Десампарадитос
8. Сан-Антонио
9. Чирес